# Hedychium flavum
Hedychium flavum är en enhjärtbladig växtart som beskrevs av William Roxburgh. Hedychium flavum ingår i släktet Hedychium och familjen Zingiberaceae. Inga underarter finns listade i Catalogue of Life.

## Bildgalleri

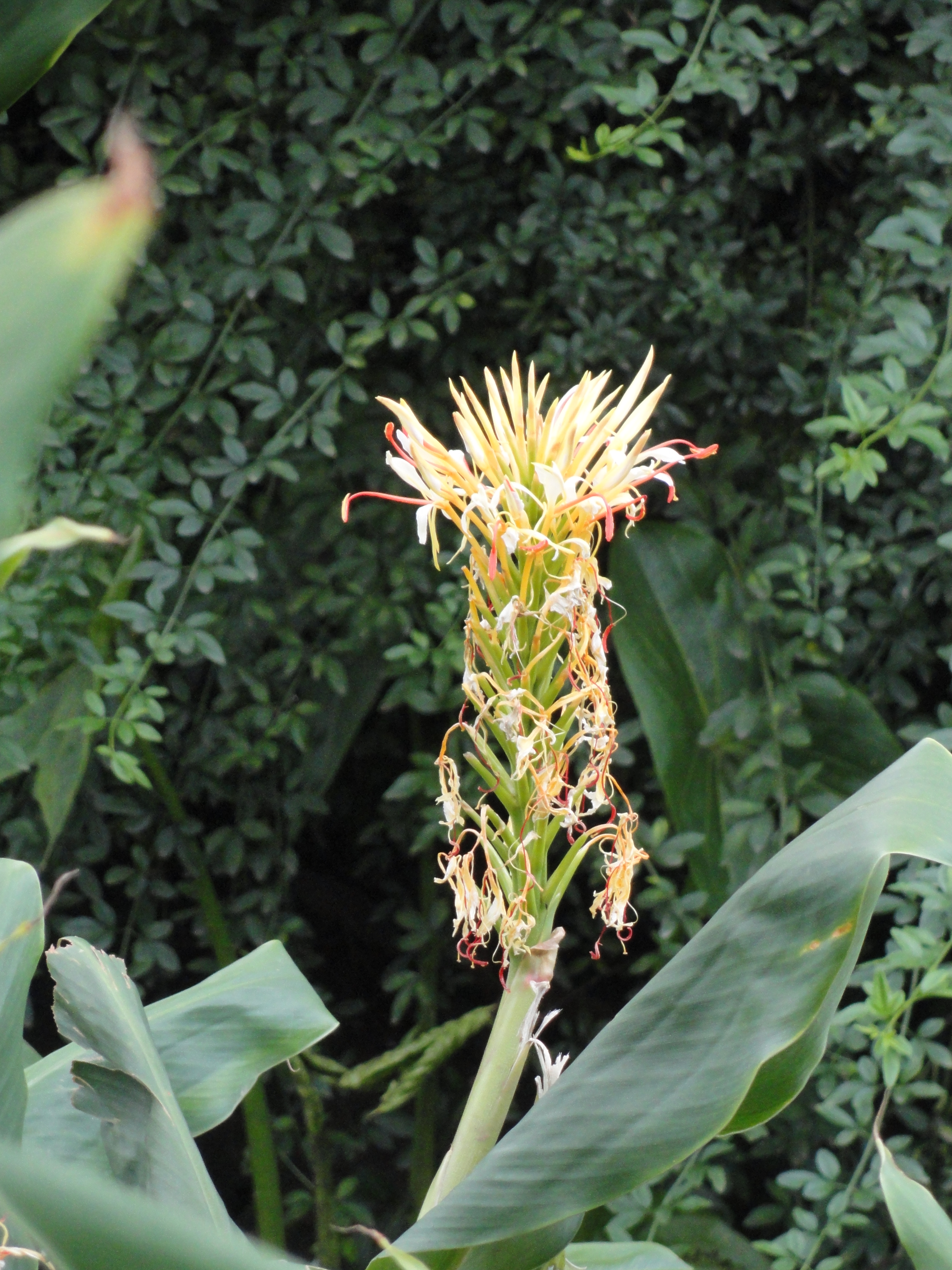